# Trattato di Poljanovka

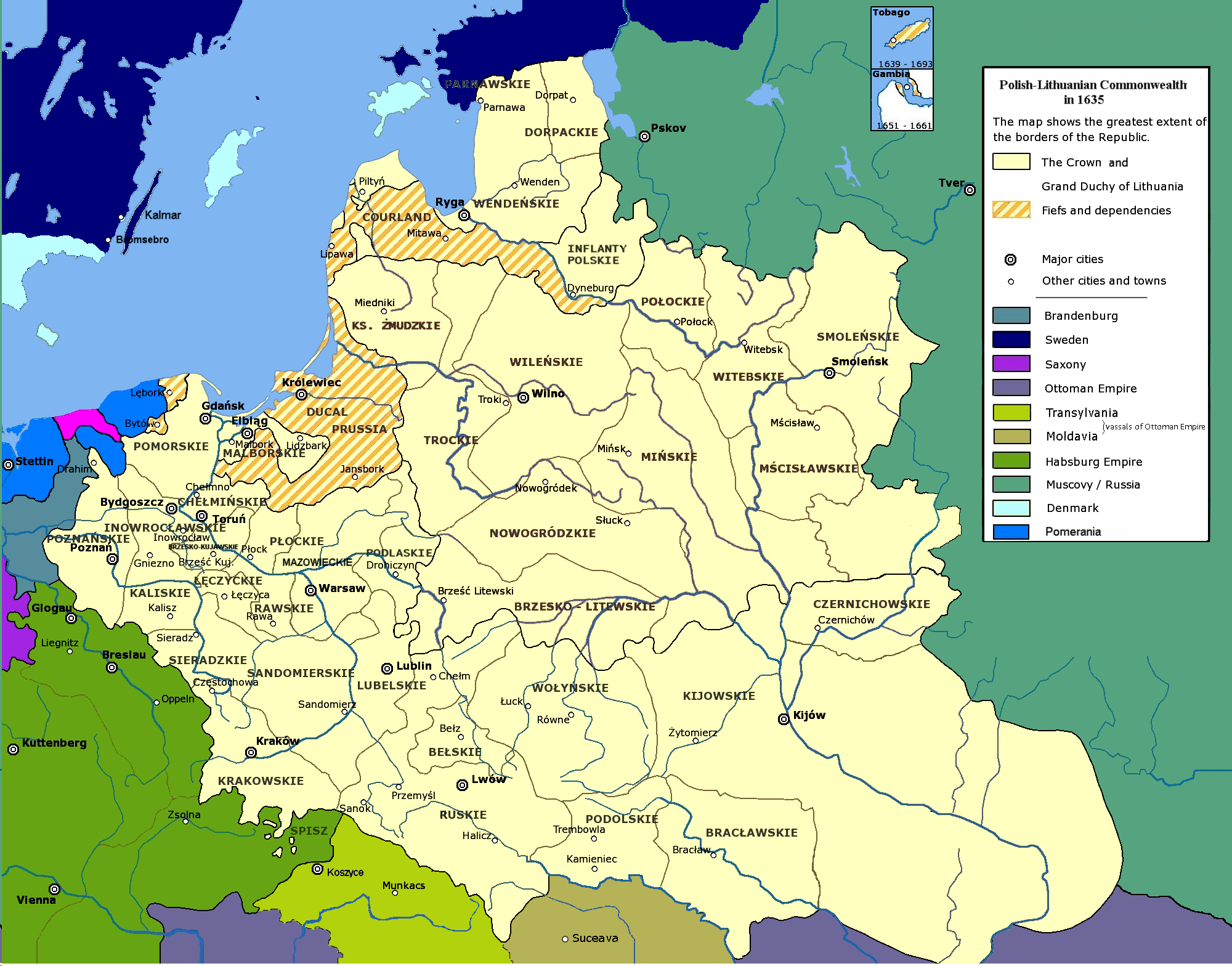
Territori della Confederazione Polacco-Lituana nel 1635

Il trattato di Poljanovka (in polacco Polanów, anche noto come pace di Poljanovka / Polanów) fu un trattato di pace firmato il 14 giugno 1634 fra la Confederazione polacco-lituana e lo Zarato Russo nel villaggio di Semlevo sito vicino al fiume Poljanovka fra Vjaz'ma e Dorogobuž.
L'accordo venne firmato a suggello della guerra di Smolensk ed i negoziati ebbero inizio il 30 aprile. Gli accordi confermarono lo status quo ante bellum, e la Russia accettò di pagare un indennizzo di 20.000 rubli in oro a Ladislao IV che a sua volta accettò di rinunciare alle sue pretese di salire al trono di Russia. Ladislao, nonostante avesse avuto la meglio, stava tentando di convincere la Russia ad un'alleanza anti-Svezia e con un gesto di magnanimità decise di cedere ai russi la città di confine di Serpejsk ed i territori vicini. L'alleanza comunque non andò a buon fine, poiché il parlamento polacco non era disponibile a combattere contro la Svezia dopo il trattato di Sztumska Wieś ed i russi non ebbero alcun beneficio da tale alleanza. Le parti giunsero anche ad un accordo sullo scambio di prigioniero e stilarono un trattato commerciale.
Il trattato pose fine ad una serie quasi ininterrotta di guerre tra la Confederazione ed i russi che erano state intraprese fin dagli inizi del XVII secolo. I quattordici anni di pace che seguirono, furono indiscutibilmente i più prosperi della storia della Confederazione.